# هومبيرتو غيرا أليسون
هومبيرتو غيرا أليسون (بالإسبانية: Humberto Guerra Allison)‏ هو طبيب بيروفي، ولد في 1940.